# پیتر دنیر (بازیکن فوتبال)
پیتر دنیر (انگلیسی: Peter Denyer؛ زادهٔ ۲۶ نوامبر ۱۹۵۷) بازیکن فوتبال است.